# Reich
Reichⓘ (pronúncia em alemão: [ʀaɪç]), é uma palavra alemã que significa literalmente, em português, 'império' ou 'reino'. É o termo tradicionalmente usado para designar uma variedade de países soberanos, incluindo a Alemanha em muitos períodos da sua história. Também é encontrado em termos compostos, como  Königreich ('reino') e nos nomes dos países, como Frankreich (França ou 'reino dos Francos') e Österreich (Áustria). Reich é proveniente de uma palavra germânica para "rei", que foi emprestada do celta. Tal como seu equivalente latino, imperium, Reich não implica necessariamente em uma monarquia. A República de Weimar e a Alemanha nazista continuaram a usar o nome Deutsches Reich apesar de, em ambos os casos, tratar-se de regimes republicanos.

## Reich alemão
Reich alemão foi o nome dado à Alemanha durante a maior parte da sua história. Reich foi utilizado por ela própria na variante comum alemão do Sacro Império Romano, o "Santo Império Romano da Nação Alemã" (Heiliges römisches Reich deutscher Nation). Der Riche foi um título para o Imperador. No entanto, convém notar que o latim, e não o alemão, era a linguagem jurídica formal do Império na Idade Média, porém, alguns historiadores preferem utilizar Reich alemão à palavra Latina imperium para definir este período da história alemã.
A Alemanha unificada, que surgiu graças ao chanceler Otto von Bismarck, em 1871 foi chamada em alemão de Deutsches Reich, que continuou a ser o nome oficial da Alemanha até 1945.

## Uso durante a República de Weimar
Durante a República de Weimar, o "Reich" e o prefixo "Reichs-" não se referem à ideia de um império, mas sim às instituições, funcionários e assuntos do país em geral, por oposição às dos seus constituintes estados federados.

## "Reich de mil anos": Uso na Alemanha nazista
Os nazistas tentaram legitimar o seu poder retratando o seu regime como uma continuação do Sacro Império Romano, o Primeiro Reich (800-1806) e do Império Alemão, o Segundo Reich (1871-1918). Eles cunharam o termo Das Dritte Reich ("O Terceiro Império", geralmente traduzido como "O Terceiro Reich"). Hitler denominou esse regime de O Reich de Mil Anos, pois segundo ele o Reich não apenas sobreviveria por todo este tempo, como também não seriam necessárias mais modificações. Durante o Anschluss (Anexação) com a Áustria em 1938 a propaganda nazista também utilizou o slogan político Ein Volk, ein Reich, ein Führer ("Um povo, um Reich, um líder"). Embora o termo "Terceiro Reich" seja de uso comum, os termos "Primeiro Reich" e "Segundo Reich" para os períodos anteriores são raramente encontrados fora da propaganda nazista, sendo o termo Altes Reich ("Velho Reich") mais utilizado para designar o Sacro Império Romano.

## Possíveis conotações negativas no uso moderno
Um certo número de palavras neutras usadas pelos nazistas adquiriram posteriormente conotações negativas em alemão (por exemplo, Heil e Führer). Reich pode ser interpretado como sinónimo do imperialismo ou forte nacionalismo alemão, se for usado para descrever uma entidade governamental. O termo Reich não é utilizado na terminologia oficial alemã desde 1945, embora ainda seja encontrado no nome do edifício Reichstag, que desde 1999 tem alojado o parlamento federal alemão, o Bundestag. A decisão de não mudar o nome da construção só foi tomada após um longo debate no Bundestag, mesmo assim, ele é descrito oficialmente como Reichstag - Sitz des Bundestages ("Reichstag, sede do Bundestag"). Como se vê neste exemplo, o termo "Bund" (federação) tem substituído "Reich" nos nomes de várias instituições estatais, como o exército ("Bundeswehr").

## Rike
Rike é o sueco e norueguês para a palavra "reino", em dinamarquês soletrado rige, do mesmo significado que o alemão Reich. A palavra é utilizada tradicionalmente para entidades soberanas; um país com um rei ou rainha como chefe de estado, como o Reino Unido ou Suécia.

## Rijk
Rijk é o holandês equivalente ao Reich. Em um sentido político nos Países Baixos a palavra Rijk frequentemente tem uma ligação com o Reino dos Países Baixos. A palavra Rijk também podem ser encontradas em instituições como Rijkswaterstaat, Rijksinstituut voor Volksgezondheid en Milieuhygiëne, e Rijksuniversiteit Groningen. Tal como em alemão, o adjetivo Rijk significa "ricos".